# کافی فورانن
کافی فورانن (به انگلیسی: Coffee furanone) یک ترکیب شیمیایی با شناسه پاب‌کم ۱۸۵۲۲ است.